# Педиплен

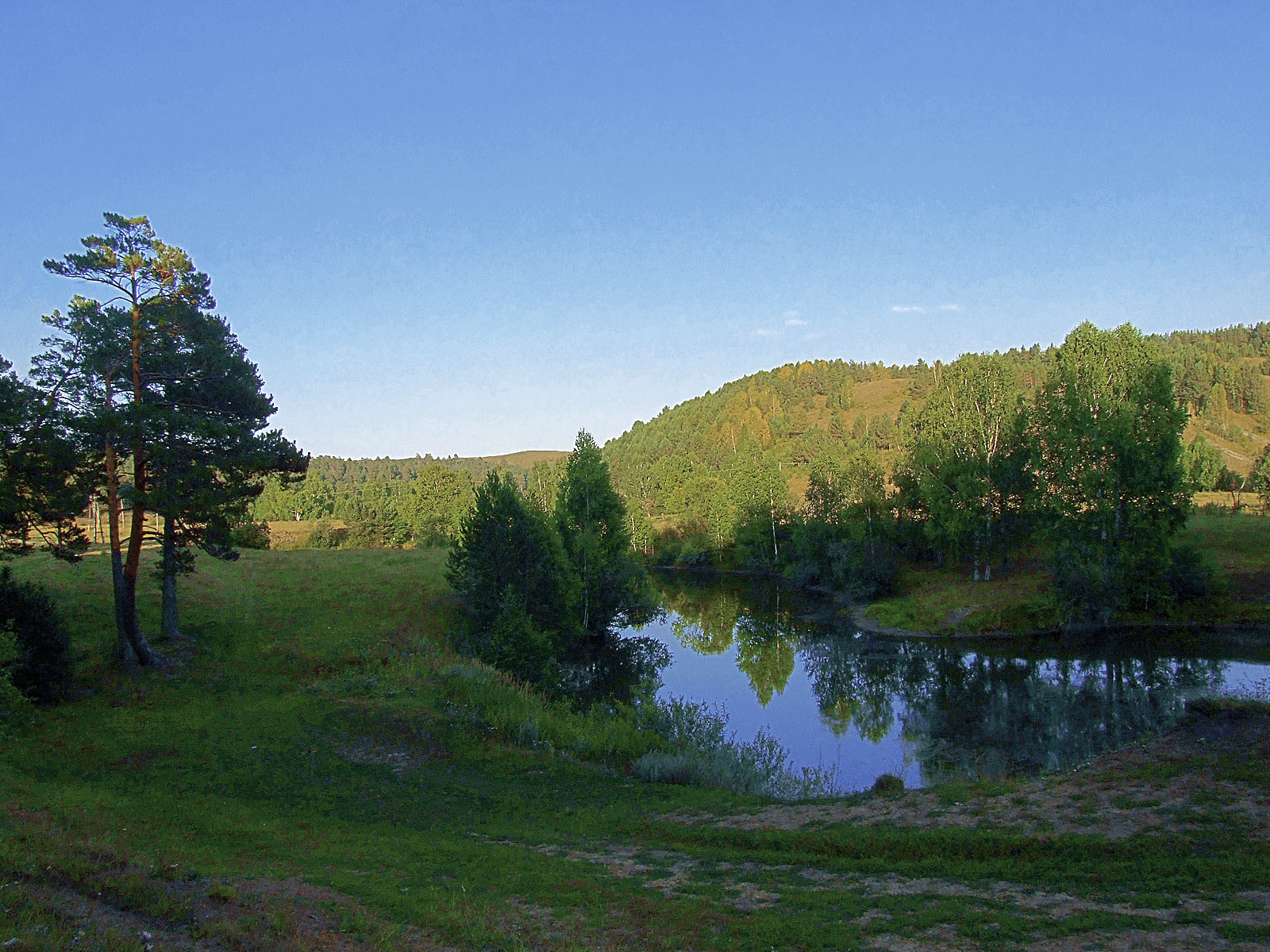
Педипленизация Предсалаирья.

Педиплен (англ. pediplain, от лат. pes, родительный падеж pedis — нога, подножие и англ. plain — равнина), — выровненная, слабонаклонённая (около 3°) от гор к предгорной равнине поверхность, обрамляющая периферию горных систем или отдельных хребтов и холмов
Поверхность педипленов вырабатывается комплексом экзогенных, в основном — флювиальных и эоловых, процессов по отношению к местному базису денудации, которые некоторое время, как полагал Лестер Кинг, может находиться в относительно стабильном состоянии.
Согласно учению Л. Кинга, педиплен является последующей стадией развития педимента, и по-существу, представляет собой слияние педиментов в единую поверхность. Это выравнивание может прерываться очередными оживлениями эрозионных процессов, в результате которых педиплен прорезается и трансформируется в реликтовую форму рельефа, по-прежнему продолжающую снижаться до уровня своего базиса денудации. Таким образом может возникнуть целая система предгорных лестниц.
Педиплены формируются в эпохи преобладающих тектонических поднятий при кратковременных стабилизациях базиса денудации. Это препятствует полному выравниванию, то есть — пенепленезации. При особенно длительной стабилизации базиса денудации и с приближением его к уровню базису эрозии может происходить постепенное срезание верхних уровней педиплена, что, в конечном счёте, приводит к образованию единой выровненной поверхности — пенеплена. Таким образом, образование педиплена — одна из стадий пенепленизации.
Согласно другой точке зрения, отмечает З. А. Сваричевская, процесс педипленизации в условиях спокойного, стабильного, тектонического режима, может привести к полному выравниванию рельефа и возникновению на месте горных стран педиплена. С такой точки зрения, продолжает она, педиплен является климатическим вариантом пенеплена, который формируется в условиях аридного или семиаридного климата. Другими словами, и педиплены, и пенеплены могут рассматриваться как образования равного таксономического ранга, причём первые могут формироваться и в условиях аридного полярного и субполярного климатов.